# Alli
Alli es un concejo de la Comunidad Foral de Navarra perteneciente al municipio de Larraún. 
Está situado en la Merindad de Pamplona, en la comarca de Norte de Aralar, en el valle de Larráun y a 35 km de la capital de la comunidad, Pamplona. Tiene una población de 35 habitantes (INE 2014), una superficie de 3,48 km² y una densidad de población de 10,06 hab/km².

## Geografía física

### Situación
La localidad de Alli está situada en la parte central del municipio de Larraún . Su término concejil tiene una superficie de 3,48 km² y limita al norte con Lecumberri; al este con Muguiro; al sur con Astiz y al oeste con Iribas.
|               | Norte: Lecumberri |               |
| Oeste: Iribas |                   | Este: Muguiro |
|               | Sur: Astiz        |               |

## Demografía

### Evolución de la población
| Gráfica de evolución demográfica de Alli entre 2000 y 2010 |
|                                                            |
| Datos según el nomenclátor publicados por el INE.          |